# Mutillidae

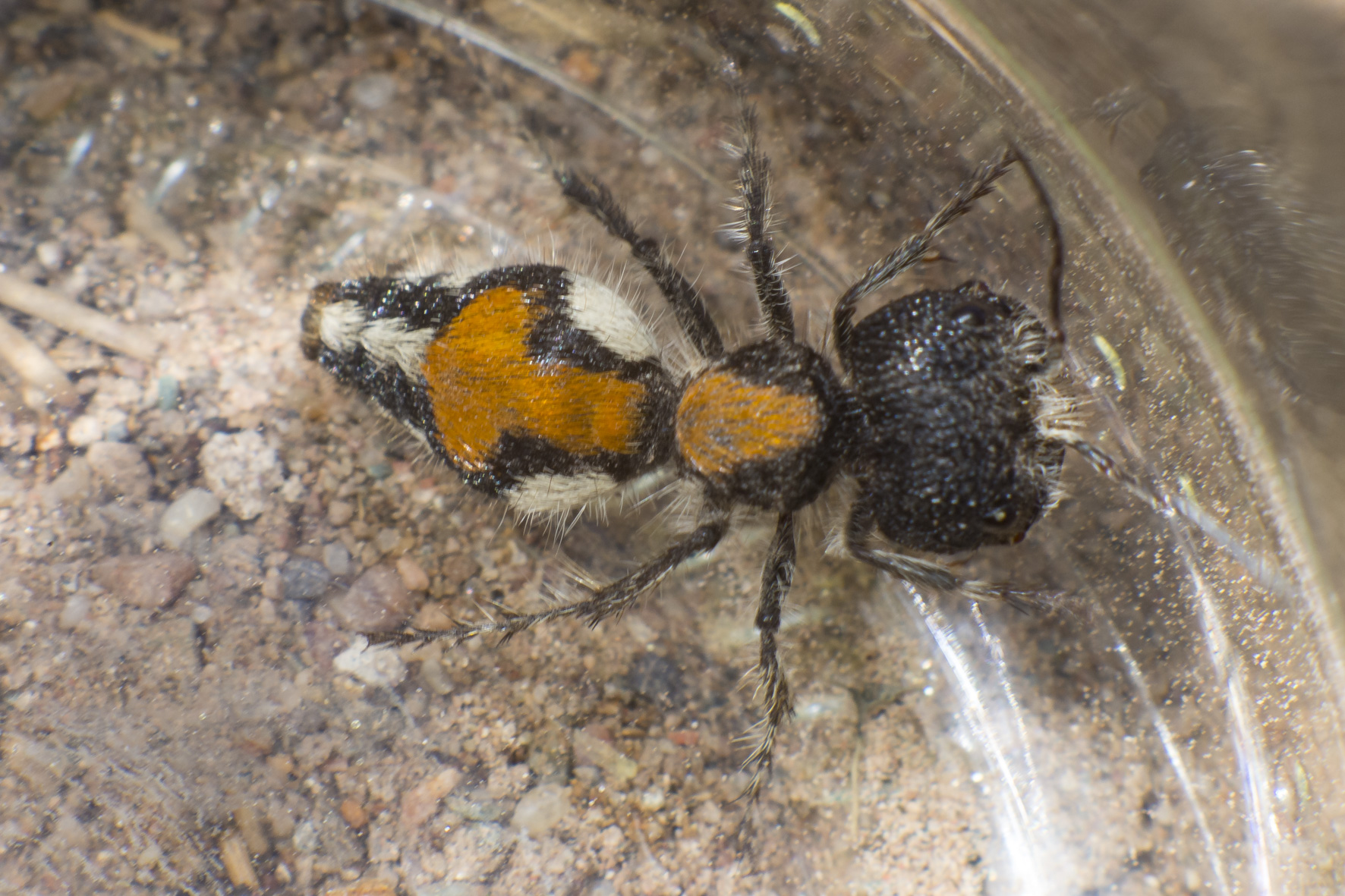

Los mutílidos (Mutillidae) son una familia de himenópteros del suborden Apocrita conocidos vulgarmente como hormigas de felpa, hormigas aterciopeladas u hormigas matavacas, cuyas hembras carecen de alas y se asemejan a las hormigas. El nombre común se refiere a que están cubiertas de vellosidad que puede ser roja, negra, blanca, plateada o dorada. Algunas especies son conocidas en Norteamérica como cow killers o asesinas de vacas en referencia a su poderosa picadura. A pesar de que se las llama hormigas por su falta de alas y apariencia, están más relacionadas con otras avispas que con las hormigas.

## Características
El tegumento, muy fuerte y rugoso, les confiere protección contra las picaduras de avispas y abejas, cuyos nidos invaden. Los machos tienen alas y no son tan velludos como las hembras. El dimorfismo sexual es tan marcado que a veces es difícil saber qué machos y hembras pertenecen a la misma especie a menos que se los capture en el momento del apareamiento. En unas pocas especies el macho es mucho más grande que la hembra y la acarrea en vuelo durante el apareamiento. Lo mismo suele ocurrir en la familia relacionada, Tiphiidae.
Como en todos los otros himenópteros sólo las hembras tienen aguijón y pueden picar. Como en otras avispas pueden picar repetidamente. Tienen un órgano de estridulación en el metasoma o abdomen. Cuando se las molesta pueden producir un chirrido o sonido agudo con este órgano que sirve para prevenir o ahuyentar a posibles depredadores.
La familia es identificada mejor por sus hembras porque son las únicas avispas sin alas que tienen surcos cubiertos de pelos en el metasoma y con los segmentos mesosómicos fusionados en el dorso. Sólo otra familia de Vespoidea, Bradynobaenidae, tiene surcos con vello. Las hembras de éstas se diferencian por tener un protórax distintivo y un pecíolo alargado similar al de las hormigas. Se cree que los ejemplares fósiles más antiguos de Mutillidae son unos encontrados en ámbar de la República Dominicana de entre 25 y 40 millones de años.

## Reproducción y ciclo sexual
El macho vuela buscando hembras. Después del apareamiento la hembra busca el nido de un insecto (generalmente una avispa o abeja solitaria). Cuando lo encuentra deposita sus huevos cerca de la larva o pupa. La larva mútilida se desarrolla como un ectoparasitoide idiobionte, es decir que se alimenta del huésped exteriormente y finalmente termina por matarlo. Se conocen algunas especies europeas que invaden los nidos de abejas o avispas sociales.

## Comportamiento
Los mutílidos adultos se alimentan del néctar de flores. Las larvas son fundamentalmente ectoparasitoides de abejas y avispas, también de Diptera, Coleoptera, Lepidoptera y Blattodea.
Aunque algunas especies son estrictamente nocturnas, las hembras a menudo están activas durante el día. Las hembras de Tricholabiodes thisbe están a veces activas hasta dos horas antes de la puesta del sol. Guido Nonveiller (1963) planteó la hipótesis de que los mutílidos son generalmente estenotérmicos y termófilos, que pueden vivir con la luz, pero que están activos con temperaturas que normalmente se producen sólo después de la puesta del sol.

## Distribución
Hay mutílidos en todo el mundo, alrededor de 8000 especies en 230 géneros, especialmente en regiones tropicales. Son muy comunes en desiertos y en zonas arenosas. La mayoría de las especies estadounidenses se encuentran en California, Arizona, Texas, Nuevo México y en las regiones adyacentes de México. Son comunes en los mismos tipos de hábitats en que sus huéspedes son más variados y abundantes. Algunas especies son nocturnas y así evaden las temperaturas extremas de los desiertos.

## Galería

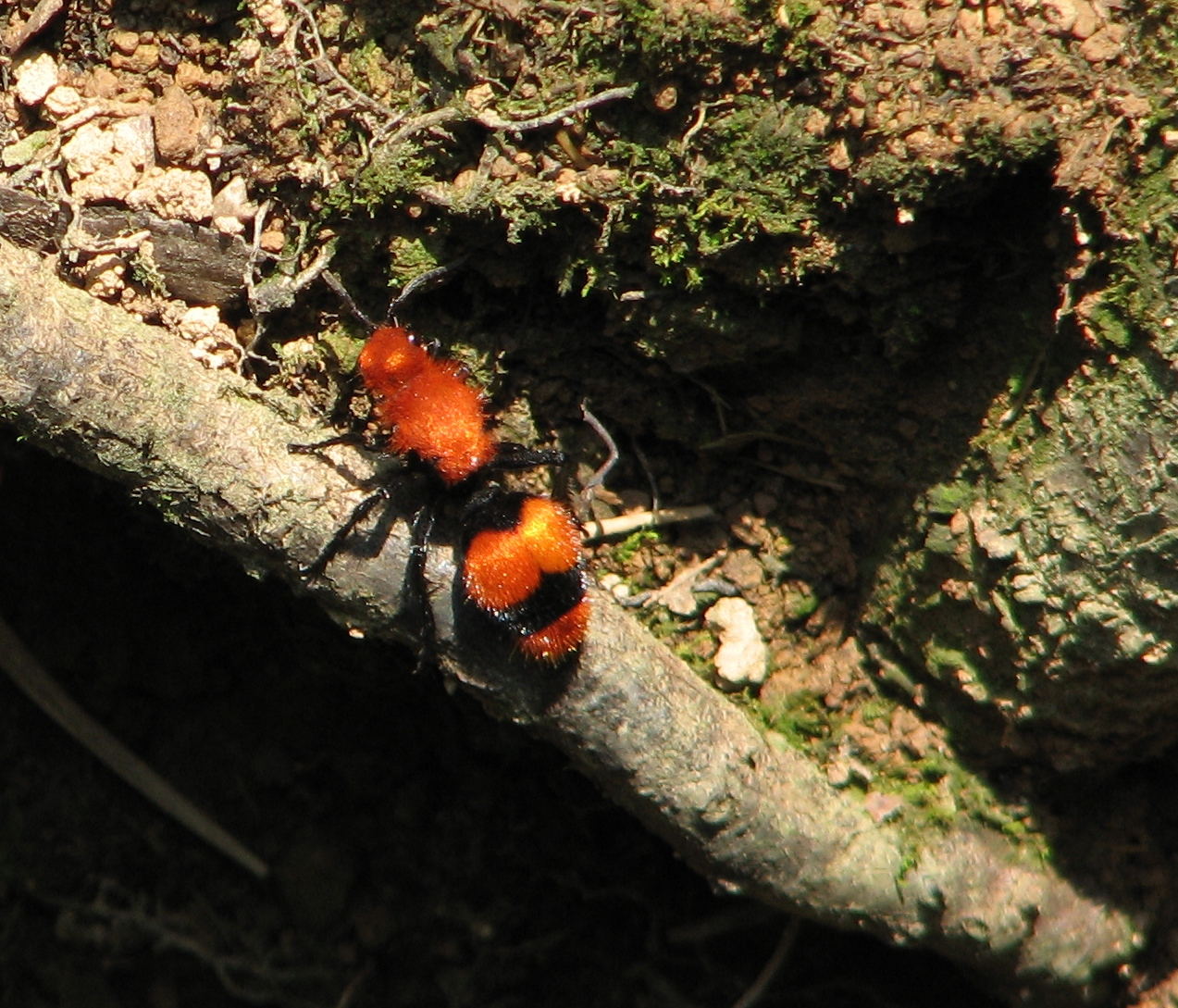
Dasymutilla occidentalis
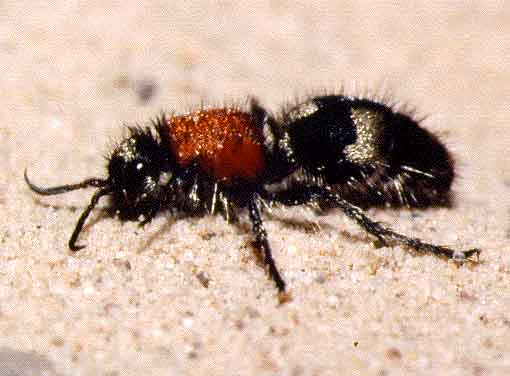
Dasylabris maura, hembra
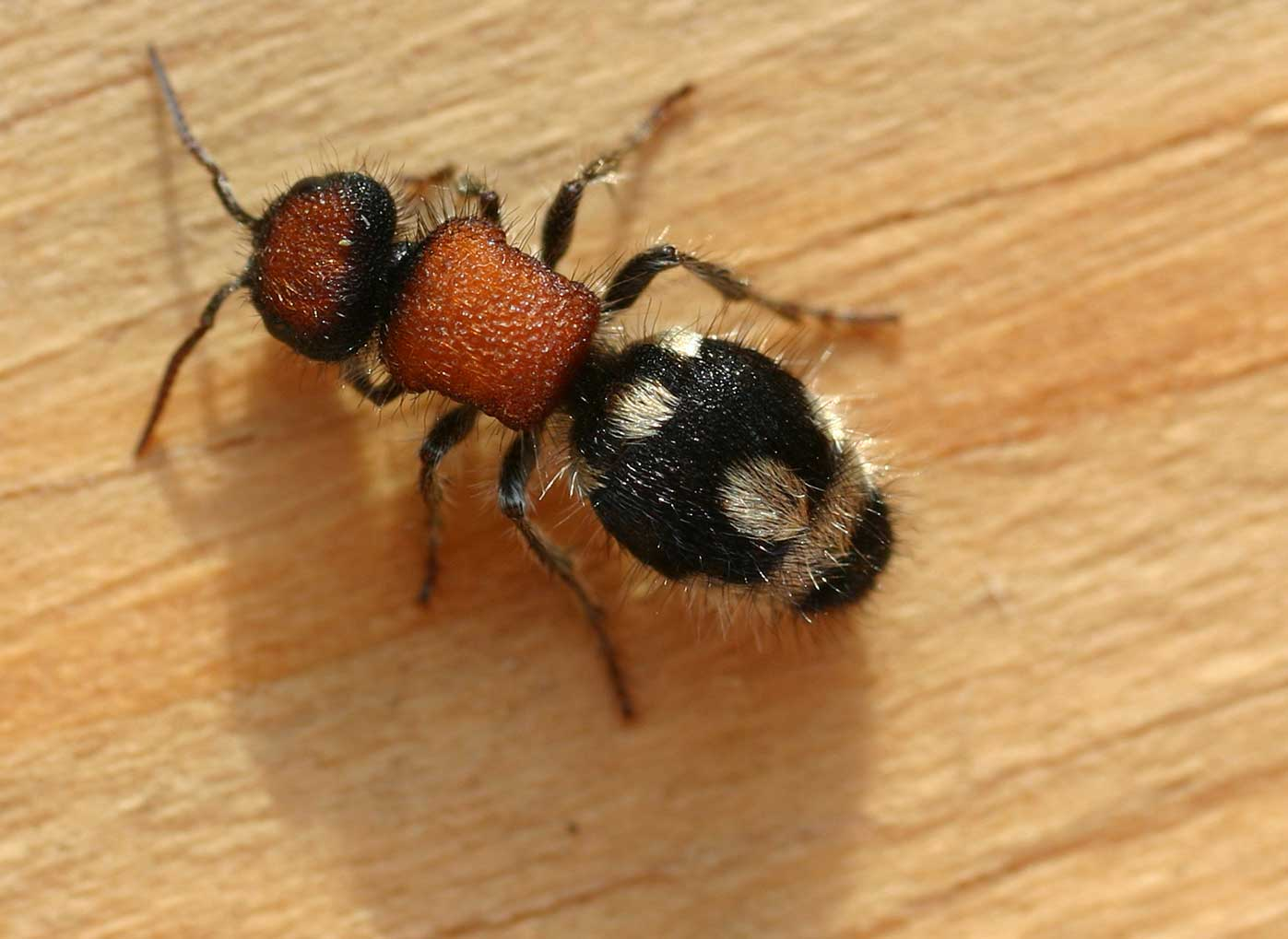
Ronisia sp.

## Catálogos
A. S. Lelej Catalogue of the Mutillidae (Hymenoptera) of the Palaearctic Region  (pdf)